# 이마 수맥
이마 수마크(Yma Sumac, 1922년 9월 13일 ~ 2008년 11월 1일)는 페루, 미국의 소프라노이다. 1950년대 세계적인 엑조티카 가수 중 한 명이다. 5 옥타브 이상을 가뿐히 넘나드는 가창력으로 세계적인 명성을 얻었다.